# John Denver
Henry John Deutschendorf Jr. (31. prosince 1943 Roswell, Nové Mexiko – 12. října 1997 Pacific Grove, Kalifornie), známý jako John Denver, byl americký country/folkový zpěvák a skladatel a folkrockový hudebník. Nahrál a vydal okolo 300 písní, z nichž zhruba 200 sám složil. Písně jako „Leaving On a Jet Plane“ (1967), „Take Me Home, Country Roads“ (1971), „Rocky Mountain High“ (1972), „Sunshine on My Shoulders“ (1973), „Thank God I'm a Country Boy“ (1974), „Annie's Song“ (1974) a „Calypso“ (1975) jsou známé po celém světě. Poté, co cestoval a žil na mnoha místech, zatímco vyrůstal ve své vojenské rodině, zahájil Denver svou hudební kariéru u skupin folkové hudby koncem šedesátých let. Od 70. let byl jedním z nejpopulárnějších akustických umělců dekády a jedním z nejprodávanějších umělců. V roce 1974 byl jedním z nejprodávanějších amerických umělců; AllMusic nazval Denvera „jedním z nejoblíbenějších bavičů své doby“.
Denver byl nazýván „básníkem pro planetu“, „syn matky přírody“ (odvozeno od písně The Beatles „Mother's Nature Son“, k níž vytvořil cover verzi) a „nejlepší přítel písně“.
V roce 1994 publikoval svoji vlastní biografii Take Me Home. 26. října roku 1995 také vystoupil v České republice, a to v Plzeňské hale Lokomotivy se svým The WildLife koncertem. V roce 1996 byl uveden do skladatelské síně slávy.
John Denver zahynul 12. října 1997, když se jeho letadlo Long-EZ, jež pilotoval, zřítilo krátce po startu z letiště Monterey Peninsula v Kalifornii.

## Život
Henry John Deutschendorf Jr. se narodil 31. prosince 1943 v Roswellu v Novém Mexiku kapitánovi (později podplukovníkovi) Henrymu Johnovi „Dutchovi“ Deutschendorfovi Sr. (1920–1982), pilotovi armádního letectva Spojených států na základně v Roswellu a jeho manželce jménem Erma Louise (rozené Swope; 1922–2010). O několik let později jako major amerického letectva vytvořil Deutschendorf Sr. na bombardéru B-58 Hustler tři rychlostní rekordy a získal místo v síni slávy letectva.

## Diskografie
Studiová alba

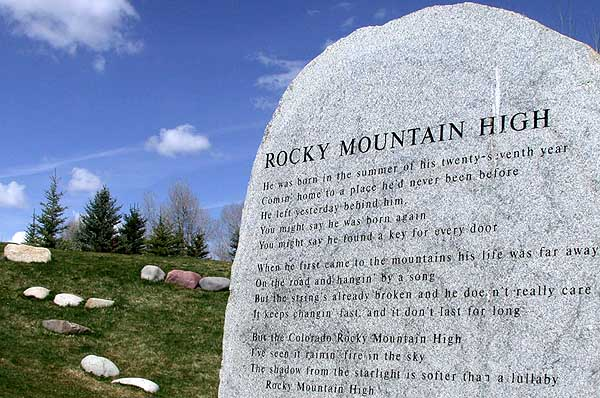
Památník Johna Denvera

| - John Denver Sings (1966) - Rhymes & Reasons (1969) - Take Me to Tomorrow (1970) - Whose Garden Was This (1970) - Poems, Prayers & Promises (1971) - Aerie (1971) - Rocky Mountain High (1972) - Farewell Andromeda (1973) - Back Home Again (1974) - Windsong (1975) - Rocky Mountain Christmas (1975) - Spirit (1976) - I Want to Live (1977) | - John Denver (1979) - Autograph (1980) - Some Days Are Diamonds (1981) - Seasons of the Heart (1982) - It's About Time (1983) - Dreamland Express (1985) - One World (1986) - Higher Ground (1988) - Earth Songs (1990) - The Flower That Shattered the Stone (1990) - Different Directions (1991) - All Aboard! (1997) |